# 广德国
广德国是西汉时期的诸侯国，位于今黟县碧阳镇东龙江乡古城村，存在于西汉鸿嘉二年（前19年）至始建国元年（9年）。

## 地名
有人称，今广德市是以广德国为名。有人对这一说法表示反对，认为“广德”是“意揣之词”，且广德县与广德国“相距五百余里，马牛不及”，不可能“袭其旧名”，“古今名同者多矣”，二者名称并无关联。